# 什魯布基夫
49°29′21″N 27°25′31″E / 49.48917°N 27.42528°E
什魯布基夫（烏克蘭語：Шрубків）是位於烏克蘭西部的村莊，由赫梅利尼茨基州裡赫梅利尼茨基區的梅吉比日市鎮負責管轄。該村始建於十四世紀，面積3.19平方公里，海拔高度339米，2001年人口655，人口密度每平方公里205.4人。